# Malý Cetín
Pour les articles homonymes, voir Malý.
Malý Cetín (allemand : Kleinzettin est un village de Slovaquie situé dans la région de Nitra.

## Histoire
Première mention écrite du village en 1113.

## Démographie

### Évolution de la population
| Année:               | 1994. | 2004. | 2014.   | 2024.    |
| -------------------- | ----- | ----- | ------- | -------- |
| Nombre de personnes: | 384   | 384   | 398     | 502      |
| Différence:          |       | +0 %  | +3,64 % | +26,13 % |

| Année:               | 2023. | 2024.   |
| -------------------- | ----- | ------- |
| Nombre de personnes: | 502   | 502     |
| Différence:          |       | +1,42 % |